# Ulf Bjälkenborn
Ulf Bengt-Christer Bjälkenborn (ibland omnämnd som Bjelkenborn), född 15 februari 1955, är en svensk före detta fotbollsspelare som spelade två matcher för Gais i allsvenskan säsongen 1974.
Bjälkenborn kom som 18-åring till Gais från Alvesta GIF inför säsongen 1974. Han spelade två matcher för Gais i allsvenskan denna säsong, men fick säsongen 1975 ingen speltid och lämnade efter säsongen klubben för Emmaboda IS.
Bjälkenborn spelade även ishockey med Alvesta SK i division III säsongerna 1970/1971 och 1971/1972.